# Atypha promethea
Atypha promethea är en fjärilsart som beskrevs av Charles Boursin 1944. Atypha promethea ingår i släktet Atypha och familjen nattflyn. Inga underarter finns listade i Catalogue of Life.